# Lindau (Boren)
Lindau (ⓘ, dänisch: Lindå bzw. Lindaa) ist ein Ortsteil der Gemeinde Boren im schleswig-holsteinischen Kreis Schleswig-Flensburg.

## Weitere Ortsnamen
Der Ort wurde 1488 unter dem Namen van Linda ersterwähnt. 1496 findet sich die Form tor Lyndowe. 1877 erhielt der Ort seinen heutigen Namen. Der Name bedeutet Au bei (den) Linden. Um Verwechslungen zu vermeiden, wird in alten Dokumenten häufig von Lindau-Mühlenholz oder Lindaumühlenholz gesprochen. Grund dafür ist die Hauptstraße, die durch den Ort führt und Mühlenholz heißt.

## Geographie
Lindau liegt auf der Halbinsel Angeln, südlich von Flensburg. Der Haltepunkt Lindaunis liegt an der Bahnstrecke Kiel–Flensburg.

## Geschichte
Bis zum 1. Mai 1784 gehörte auch Gunneby zum Gut Dänisch-Lindau, welches zu diesem Datum die Leibeigenschaft beendete.

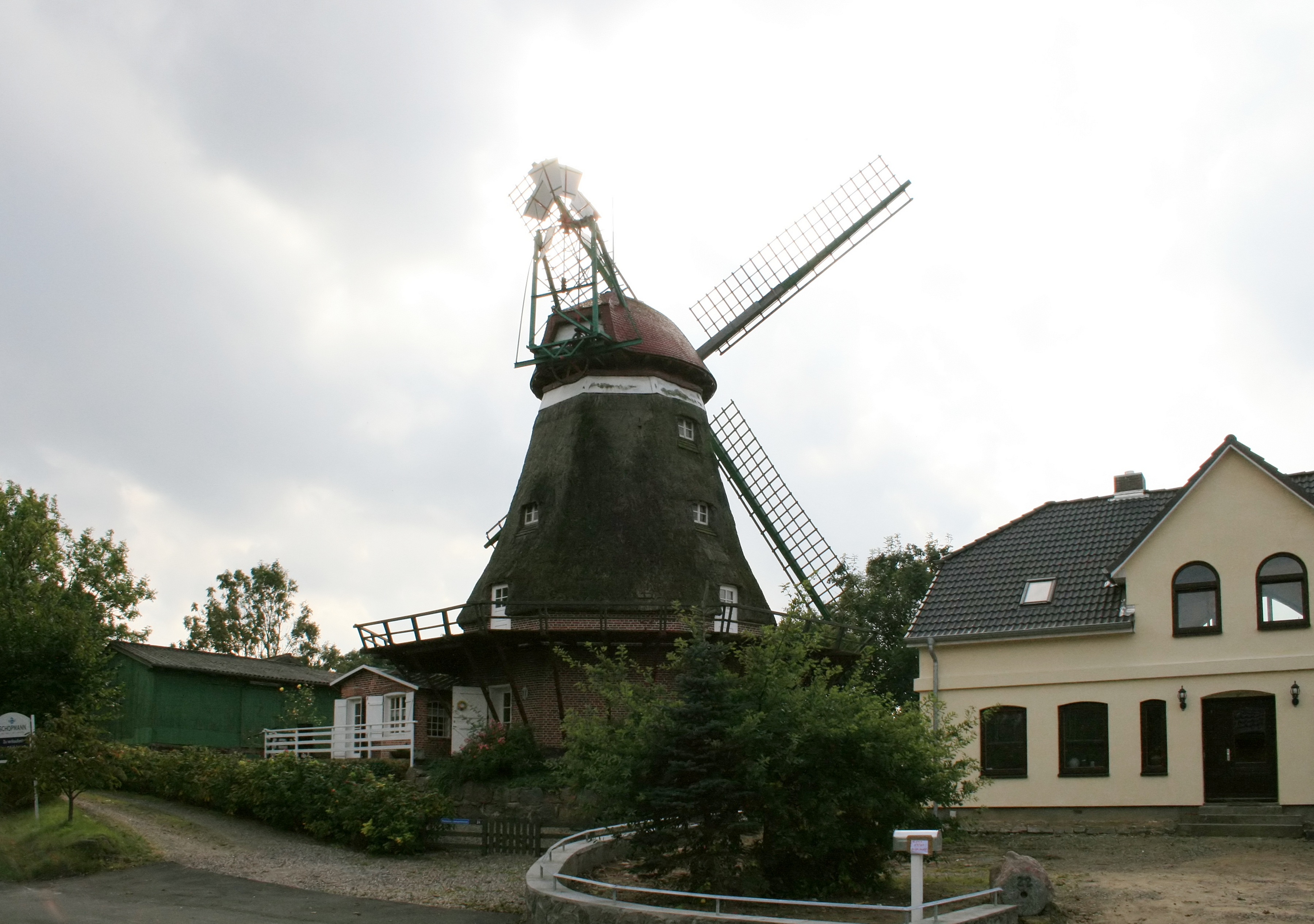
Galerie-Holländer-Windmühle von 1837

Die Galerie-Holländer-Windmühle von 1837 wurde 1985 renoviert und ist betriebsfähig. 
Am 1. Februar 1974 schloss sich die einstmals eigenständige Gemeinde Lindau mit den Gemeinden Boren und Ketelsby zur neuen Großgemeinde Boren zusammen. Diese wurde am 1. März 2013 um die Gemeinden Ekenis und Kiesby vergrößert.

## Sonstiges
Der Sänger und Songwriter Michael Schulte wuchs bis zu seinem 11. Lebensjahr in Lindau auf.